# 빌리 비숍 토론토 시티 공항
빌리 비숍 토론토 시티 공항(영어: Billy Bishop Toronto City Airport)은 캐나다 온타리오주 토론토에 있는 국내 공항이다. 이 공항은 토론토 아일랜드 공항(Toronto Island Airport)으로도 불린다.
1939년 영국의 조지 6세 국왕의 토론토 방문을 기념하기 위해 포트 조지 VI 아일랜드 공항(Port George VI Island Airport)으로 명명했으며 1994년에는 공항 이름을 토론토 시티 센터 공항(Toronto City Centre Airport)으로 바꿨다. 2009년에 제1차 세계 대전에 참전했던 캐나다의 공군 중장인 빌리 비숍(Billy Bishop)을 기념하기 위해 지금과 같은 이름으로 바뀌었다.
온타리오호와 접한 토론토 제도(Toronto Islands)에 위치하며 토론토 도심과 가까운 편이다. 포츠토론토(PortsToronto)가 공항의 운영을 담당하고 있고 터보프롭 장치가 달린 지역 항공사 소속 항공기, 민간기, 항공 의료 서비스 항공기 전용 공항으로도 사용되고 있다. 2016년 기준으로 270만 명의 승객이 이용했다.

## 역사
1930년대부터 건설 계획이 수립되었으며 1939년에 토론토 항만 위원회(Toronto Harbour Commission, THC)에 의해 개항되었다. 개항 당시에는 인근에 위치한 맬튼 공항(Malton Airport, 현재의 토론토 피어슨 국제공항)이 토론토의 허브 공항 역할을 했기 때문에 범용 항공, 공군 전용 공항으로 사용되었다. 1940년대와 1950년대 사이에 몇몇 정치 지도자들이 승객 수의 증가, 수송 비용의 감축을 위한 차원에서 공항의 확장을 제안했다.
1962년 맬튼 공항이 캐나다 연방 정부에 매각되면서 대대적인 확장 공사가 진행되었다. 이를 계기로 공항의 기능이 향상되었고 1960년대에는 연간 200,000명의 항공편이 운항되었다. 1970년대에 지역 항공사가 등장하면서 항공편이 감소했고 한때는 공항 폐쇄 논의가 거론되기도 했다.
1983년 캐나다 연방 정부, 토론토 시청, 토론토 항만 위원회가 50년 기한의 협정을 체결하면서 공항의 기능이 유지되었다. 이 협정에 따라 소음 제한, 제트 엔진이 달린 항공기 운항 금지 조치가 시행되었다. 1999년에는 공항의 소유권이 토론토 항만 공단(Toronto Port Authority, TPA, 현재의 포츠토론토(PortsToronto))으로 이관되었다. 2006년에는 이 공항을 허브 공항으로 하는 지역 항공사인 포터 항공(Porter Airlines)이 설립되었다.

## 운항 노선
| 항공사                 | 도착지 |
| ---------------------- | --- |
| 에어 캐나다 익스프레스 | 몬트리올 |
| 포터 항공              | 뉴어크, 몬트리올, 보스턴, 서드베리(온타리오주), 선더베이, 세인트존, 세인트존스(뉴펀들랜드 래브라도주), 수세인트마리, 스테픈빌(뉴펀들랜드 래브라도주), 시카고(미드웨이), 오타와, 워싱턴(덜레스), 윈저, 퀘벡시티, 티민스, 핼리팩스 계절편: 머틀비치(사우스캐롤라이나), 몽트랑블랑(퀘벡), 벌링턴(버몬트주), 멜번(플로리다) |

## 통계
| 연도 | 승객 수   | % 변화 |
| ---- | --------- | ------ |
| 2010 | 1,130,625 | 보합   |
| 2011 | 1,550,000 | 37.2%  |
| 2012 | 2,300,000 | 48.3%  |
| 2013 | 2,300,000 | 보합   |
| 2014 | 2,400,000 | 4.3%   |
| 2015 | 2,500,000 | 4.2%   |
| 2016 | 2,700,000 | 9%     |
| 2017 | 2,800,000 | 3.7%   |
| 2018 | 2,800,000 | 보합   |